# Annakapelle (Gymnich)

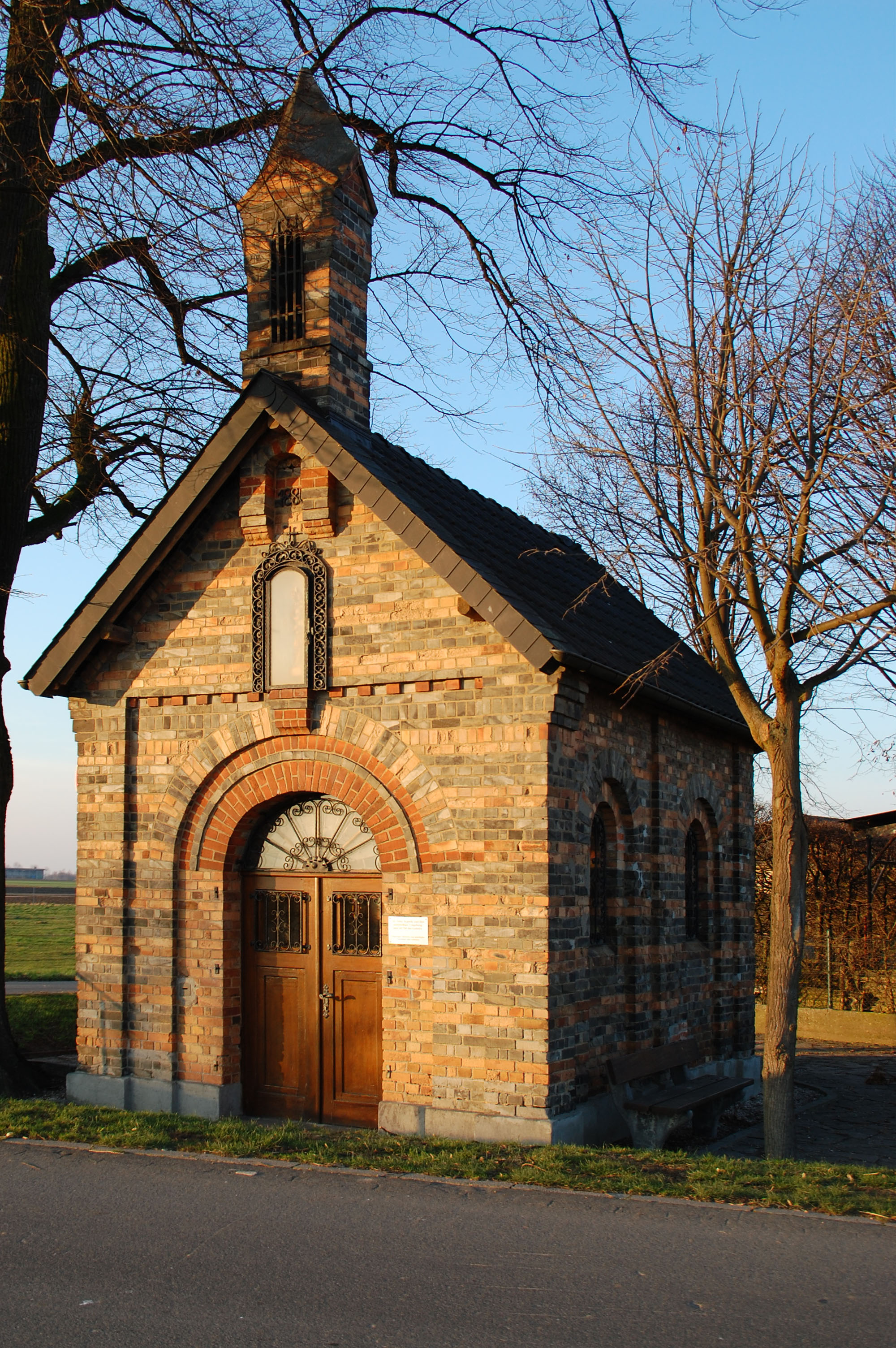
Annakapelle Gymnich

Die Annakapelle in Gymnich, einem Ortsteil von Erftstadt, ist eine kleine Backsteinkapelle, die außerhalb des Ortes an der Kohlstraße steht und der Mutter Marias, der heiligen Anna, gewidmet ist. Das aktuelle Gebäude wurde im Jahr 1880 erbaut und steht unter Denkmalschutz. Es geht auf ein Gebäude zurück, das wahrscheinlich bereits im 16. Jahrhundert an dieser Stelle stand. Im Gymnicher Volksmund wird die Kapelle häufig nur als das „Hellije Hüsje“ (Heiligenhäuschen) bezeichnet. Den Kindern wurde erzählt, dass aus dieser Kapelle die kleinen Kinder kommen.

## Geschichte
Die ältesten Datierungen der Annakapelle reichen in das Jahr 1516 zurück, in dem nach dem pfarramtlichen Gedenkbuch des Pfarrers Mertens (vor 1880) das Gebäude erstmals gebaut worden sein soll. Seine Angaben stammten von einem Balken im Giebel des Gebäudes, auf dem zudem Restaurierungsarbeiten in den Jahren 1650, 1708 und 1751 vermerkt waren. Im Inneren der heutigen Kapelle ist die Jahreszahl 1588 über der Eingangstür eingemeißelt, das nach Mertens Amtsnachfolger, Pfarrer von der Burg, das Jahr der Grundsteinlegung gewesen sein soll.
Im Jahr 1880 wurde die Kapelle vollständig abgebrochen und durch einen Neubau ersetzt, der noch heute an der Stelle steht und im Giebel die Jahreszahl 1880 trägt. Das Gebäude wurde am 24. April 1881 von Pfarrer von der Burg in einer kirchlichen Zeremonie gesegnet.
Am 26. Februar 1943 wurde die Kapelle bei einem Fliegerangriff auf Gymnich von einer Luftmine zerstört, wobei das Dach, das Gewölbe, die Tür und die Fenster vollständig zerstört wurden. Bis zum Sommer 1944 wurde die Kapelle durch die Ortsgemeinde wieder aufgebaut. Auch die 1945 erneut zerstörten Fenster wurden kurz nach der Zerstörung ein weiteres Mal ersetzt. Eine umfassendere Renovierung erfolgte 1957 und in den Folgejahren durch die Betreuung der Katholischen Frauengemeinschaft St. Kunibert. Diese feiert jedes Jahr zum Annatag am 26. Juli eine heilige Messe und rund um diesen Tag die Anna-Oktav mit täglichen Andachten und regelmäßigen Messen zu Ehren der heiligen Mutter Anna.
Im Jahr 2017 erfolgte die Reparatur und Restaurierung der zweiflügeligen Eingangstüre, des halbrunden Oberlichtes sowie der Bogennische im Giebel, in der sich eine Statue der Mutter Gottes befindet.

Die durch Spendengelder finanzierten Arbeiten wurden vom örtlichen Gymnicher Heimatverein organisiert.